# Claude Pouillet
Claude Servais Mathias Marie Roland Pouillet, född 16 februari 1791 i Cusance, departementet Doubs, död 14 juni 1868 i Paris, var en fransk fysiker, farbror till Eugène Pouillet.
Pouillet var 1831-49 direktör för Conservatoire national des arts et métiers och invaldes 1837 i Franska vetenskapsakademien. Hans undersökningar gällde huvudsakligen värmeläran och elektricitetsläran. Han författade Élements de physique expérimentale et de météorologie (1827, sjunde upplagan 1856; på svenska "Allmänna grunderna för fysiken och meteorologien", 1851-52, andra upplagan 1865 under titeln "Grunddragen af allmänna fysiken"); en bearbetning av Johann Heinrich Jacob Müller utgavs 1842-44 under titeln "Lehrbuch der Physik und Meteorologie". Bland Pouillets övriga skrifter märks Notions générales de physique et de météorologie (1850; tredje upplagan 1859).